# Anomala sublustris
Anomala sublustris är en skalbaggsart som beskrevs av Ohaus 1916. Anomala sublustris ingår i släktet Anomala och familjen Rutelidae. Inga underarter finns listade i Catalogue of Life.